# Tomo-chan est une fille !
Tomo-chan est une fille ! (トモちゃんは女の子！, Tomo-chan wa onnanoko!) est une série de manga yonkoma japonaise par la mangaka Fumita Yanagida. Elle est initialement publiée sur le compte Twitter Twi4 et prépubliée sur le site web Saizensen entre avril 2015 et juillet 2019, avant d'être assemblée en huit volumes reliés.
Une adaptation en série d'animation produite par le studio Lay-duce est diffusée en janvier 2023. En France, la version originale sous-titrée fut diffusée les dimanches soir du 9 janvier au 2 avril 2023 sur la case J+1 de la chaine J-One.

## Synopsis
Tomo Aizawa est un garçon manqué, très proche de son ami d'enfance Junichirō Kubota. Peu à peu, ses sentiments pour lui changent au point qu'elle en tombe amoureuse. Malheureusement pour elle, Junichirō la voit toujours comme son amie et non comme une femme. Tomo échoue ainsi dans toutes ses tentatives de montrer son amour pour lui. Avec leurs amis au lycée, ils vivent une vie mouvementée...

## Personnages
Tomo Aizawa (相沢 智, Aizawa Tomo)
Voix japonaise : Rie Takahashi, voix française : Valérie Bescht
Tomo est un garçon manqué qui excelle dans les sports de combat. Elle est profondément amoureuse de son ami d'enfance Junichirō, mais a du mal à gagner son cœur. Paradoxalement, elle frappe par réflexe Junichirō chaque fois qu'il fait quelque chose qui pourrait être perçu comme physiquement intime. Consciente de sa personnalité masculine, elle essaye tant bien que mal de confesser ses sentiments à Junichirō et cherche à devenir plus féminine sous l'influence de ses camarades Carol et Misuzu. Elle fait partie du club de karaté du lycée où elle est la seule fille.
Junichirō Kubota (久保田 淳一郎, Kubota Junichirō)
Voix japonaise : Kaito Ishikawa, voix française : Stéphane Marais
Surnommé Jun, Junichirō est l'ami d'enfance dont Tomo est amoureuse. Ensemble et durant leur enfance, ils ont fait les quatre cent coups. Junichirō voit cependant toujours Tomo comme un garçon, à sa grande frustration. Il semble totalement imperméable à ses avances maladroites et se comporte avec elle comme avec un garçon. Les deux camarades sont voisins, ils se sont rencontrés pour la première fois lorsque Junichirō a emménagé dans le quartier de Tomo. Ils sont allés dans différentes écoles élémentaires. Junichirō s'entraîne régulièrement dans le dojo du Père de Tomo et ne participe donc à aucun des programmes sportifs de leur école. Il se sent un peu jaloux chaque fois que Tomo prête attention à d'autres garçons. Il est brièvement sorti avec Misuzu au collège et ne s'entend plus vraiment bien avec elle.
Misuzu Gundō  (群堂 みすず, Gundō Misuzu)
Voix japonaise : Rina Hidaka, voix française : Marion Gress
Misuzu est le troisième membre du trio d'amis, elle est dans la même classe au lycée. Elle est également l'ancienne petite amie de Junichirō. Petite, avec des cheveux noirs et une queue de cheval sur le côté, elle est la meilleure amie de Tomo. Bien qu'elle joue parfois le complément hétéro de Tomo et Junichirō, elle est également très rusée et parfois sadique, montrant souvent un sourire diabolique à Junichirō. Elle aime "jouer" avec ses deux amis, avouant même à sa camarade de classe Tanabe qu'elle est la seule autorisée à jouer avec eux. Bien qu'elle sache que Tomo soit amoureuse de Junichirō, elle n'apprécie pas vraiment qu'ils progressent dans leur relation, de peur de perdre sa meilleure amie.
Carol Olston (キャロル・オールストン, Kyaroru Ōrusuton)
Voix japonaise : Sally Amaki, voix française : Émilie Marié
Carol est une lycéenne d'origine britannique qui prend souvent tout au premier degré. Elle est issue d'une famille richissime et s'intègre peu à peu au trio d'amis. Elle a les cheveux blond clair et une silhouette plantureuse. Bien qu'elle semble souvent dans son monde et la tête dans les nuages, elle se révèle plus tard être une excellente élève. Sa mère était adolescente lorsqu'elle lui a donné naissance, mère et fille se révèlent très proches. Elle est une amie d'enfance et une parente éloignée de Kosuke, avec qui elle se serait fiancée et mariée trois fois. Misuzu la surnomme "barbe à papa".
Kosuke Misaki (御崎 光助, Misaki Kōsuke)
Voix japonaise : Kōhei Amasaki, voix française : Jérémy Zylberberg
Kosuke est étudiant dans la classe supérieure à celle de Tomo et de ses amis. Il est le capitaine du club de karaté et considéré comme le petit prince du lycée. Il porte une admiration particulière à Tomo en tant qu'athlète et membre du club. Il a une relation compliquée avec son amie d'enfance et parente éloignée Carol, mais finira par lui déclarer sa flamme grâce aux manigances de Misuzu.
Tatsumi Tanabe (田辺 達巳, Tanabe Tatsumi)
Voix japonaise : Yoshitsugu Matsuoka, voix française : Julien Portugais
Tatsumi est un autre camarade de classe du trio d'amis. Il a le béguin pour Misuzu, mais se trouve toujours repoussé par cette dernière. Il finira par obtenir son numéro de téléphone sans que leur histoire ne commence vraiment...
Goro Aizawa (相沢 五郎, Aizawa Gorō)
Voix japonaise : Kenji Nomura, voix française : Marc Bretonnière
Gorō Aizawa est le père de Tomo. Ancien délinquant, très imposant physiquement, il s'est rangé sous l'influence de sa femme. Il est devenu entraîneur de karaté et dirige le dojo qui porte son nom. Son aura est resté importante au point que la seule évocation de son nom soit capable d'effrayer les possibles prétendants de Tomo. Il est l'une des raisons pour laquelle Tomo ne peut pas montrer son côté féminin.
Akemi Aizawa (相沢 あけみ, Aizawa Akemi)
Voix japonaise : Kumiko Watanabe voix française :  Elisa Lebon
Akemi est la mère de Tomo. Femme forte, elle a réussi à faire de son mari un homme rangé. Tomo ressemble énormément à sa mère, mais dans une version beaucoup plus "garçon manqué". Akemi aime taquiner son mari et sa fille.

## Manga
Tomo-chan est une fille !, écrit et illustré par Fumita Yanagida, est prépublié sur le compte Twitter Twi4 et sur le site Web Saizensen du 7 avril 2015 au 14 juillet 2019,. Kōdansha publie ensuite huit volumes tankōbon rassemblant les différents chapitres.

### Liste des volumes
| no | Japonais          | Japonais          |
| no | Date de sortie    | ISBN              |
| -- | ----------------- | ----------------- |
| 1  | 9 octobre 2015    | 978-4-06-369537-3 |
| 2  | 4 février 2016    | 978-4-06-369544-1 |
| 3  | 9 juillet 2016    | 978-4-06-369552-6 |
| 4  | 26 janvier 2017   | 978-4-06-369562-5 |
| 5  | 10 août 2017      | 978-4-06-369579-3 |
| 6  | 10 février 2018   | 978-4-06-511152-9 |
| 7  | 12 septembre 2018 | 978-4-06-513113-8 |
| 8  | 12 septembre 2019 | 978-4-06-516696-3 |

## Anime
Une adaptation du manga en série d'animation est annoncée lors de l'Anime Expo de juillet 2022. Elle est produite par le studio d'animation japonais Lay-duce et réalisée par Hitoshi Nanba, avec une assistance à la direction de Noriko Hashimoto, des scripts écrits par Megumi Shimizu, des conceptions de personnages gérées par Shiori Hiraiwa et une musique composée par Masaru Yokoyama. La série de treize épisodes est diffusée le 5 janvier 2023 sur Tokyo MX et d'autres chaînes de télévision japonaises,. La chanson thème d'ouverture Kurae! Telepathy (くらえ！テレパシー) est interprétée par Maharajan, et la chanson thème de fin yurukuru＊love par Rie Takahashi, Rina Hidaka et Sally Amaki.Crunchyroll diffuse la série à l'international et produit des doublages dans d'autres langues, dont l'anglais et le français,.

### Liste des épisodes
| No | Titre français                                                                             | Titre japonais                                           | Titre japonais                                                   | Date de 1re diffusion télévisée |
| No | Titre français                                                                             | Kanji                                                    | Rōmaji                                                           | Date de 1re diffusion télévisée |
| -- | ------------------------------------------------------------------------------------------ | -------------------------------------------------------- | ---------------------------------------------------------------- | ------------------------------- |
| 1  | Je suis une fille & Un challenge excitant                                                  | 女の子に見られたい！ 戦慄の挑戦状                        | Onnanoko ni miraretai! Senritsu no chōsenjō                      | 5 janvier 2023                  |
| 2  | La jupe de Tomo & La star du lycée                                                         | トモのスカート 学園のアイドル                            | Tomo no sukāto Gakuen no aidoru                                  | 12 janvier 2023                 |
| 3  | Le secret de ma meilleure amie & On va en rendez-vous !                                    | 親友の秘密 テートしようぜ!                               | Shin'yū no himitsu Deito shiyou ze!                              | 19 janvier 2023                 |
| 4  | L'origine d'un sourire & Je veux faire comme les autres filles & Les héros tombent souvent | 笑顔の理由 女子っぽく戯れたい ヒーローはよく転ぶ         | Egao no riyū Joshippoku tawamuretai Hīrō wa yoku korobu          | 26 janvier 2023                 |
| 5  | Les femmes de la famille Olston & Des sentiments cachés & Baboum ! Une soirée jeux         | オールストン家の女たち 譲れない想い ドキドキ！ゲーム合宿 | Ōrusuton-ke no onna-tachi Yuzurenai omoi Dokidoki! Gēmu gasshuku | 2 février 2023                  |
| 6  | Le cadeau d'anniversaire & Enflamme-toi au tournoi de sport !                              | バースデープレゼント 燃えろ！球技大会                    | Bāsudē purezento Moero! Kyūgi taikai                             | 9 février 2023                  |
| 7  | La promesse de Jun'ichirô & Le maillot de bain de Tomo                                     | 淳一郎の誓い トモが水着に着替えたら                      | Junichirō no chikai Tomo ga mizugi ni kigaetara                  | 16 février 2023                 |
| 8  | Un soir au festival & Leur relation                                                        | 夏祭りの夜 二人の距離感                                  | Natsumatsuri no yoru Futari no kyorikan                          | 23 février 2023                 |
| 9  | Le vrai visage de l'ange                                                                   | 天使の素顔                                               | Tenshi no sugao                                                  | 2 mars 2023                     |
| 10 | Destination, la victoire ! & Pour rester ta meilleure amie                                 | 勝負の行方 親友でいるために……                            | Shōbu no yukue Shinyū de iru tame ni......                       | 9 mars 2023                     |
| 11 | Premier petit boulot & Cendrillon abandonnée                                               | 初めてのアルバイト 置いてけぼりのシンデレラ              | Hajimete no arubaito Oitekebori no shinderera                    | 16 mars 2023                    |
| 12 | Adieu, mon pote                                                                            | さよなら、親友                                           | Sayonara, shinyū                                                 | 23 mars 2023                    |
| 13 | Pour rester à tes côtés...                                                                 | 隣にいるために…                                          | Tonari ni iru tame ni…                                           | 30 mars 2023                    |

### Résumés des épisodes

#### Épisode 1:Je suis une fille & Un challenge excitant
- Japon : 5 janvier 2023 sur TV Tokyo
- France : 8 janvier 2023 sur J-One

Tomo Aizawa, un garçon manqué, avoue sans succès son amour à son ami d'enfance Junichirō Kubota. Plus tard, après que Tomo ait demandé conseil à sa meilleure amie Misuzu, elle essaie de changer sa façon de parler avec Junichirō, mais ils se battent à la place. Quelque temps plus tard, Junichirō et Misuzu oublient leurs parapluies et attendent que Tomo les raccompagne à la maison. Junichirō pousse Misuzu avec colère sous la pluie après qu'elle l'ait taquiné avant que lui et Tomo ne partent ensemble à la suggestion de Misuzu. Tomo s'enfuit après que Junichirō se soit approché pour l'empêcher de se mouiller, et il fait la même chose après avoir accidentellement vu ses vêtements trempés...

#### Épisode 2:La jupe de Tomo & La star du lycée
- Japon : 12 janvier 2023 sur TV Tokyo
- France : 15 janvier 2023 sur J-One

Après que Tomo se soit fait peloter par un vieil homme dans le bus, Junichirō la retient et lui suggère plus tard de porter un pantalon au lieu d'une jupe. Lorsqu'elle exprime sa frustration à Misuzu, cette dernière emporte le short de Tomo après l'école afin que Tomo ne porte une jupe que lorsqu'elle et Junichirō rentrent ensemble à la maison. Tomo se sent incroyablement gênée tandis que Junichirō essaie de ne pas la regarder. Le lendemain, Misuzu devine à la réaction de Tomo que Junichirō la voyait différemment...

#### Épisode 3:Le secret de ma meilleure amie & On va en rendez-vous!
- Japon : 19 janvier 2023 sur TV Tokyo
- France : 22 janvier 2023 sur J-One

Furieuse après sa découverte, Tomo se confronte à Misuzu, qui lui révèle que sa relation avec Junichirō n'a duré que trois jours. Plus tard, Tomo est heureuse quand Junichirō lui dit qu'il n'a aucun intérêt amoureux pour le moment. Le lendemain, Junichirō rencontre Kosuke. Réalisant qu'il est le professeur de Tomo dans le karaté club, Junichirō le traite durement par pure jalousie. Plus tard dans la journée, alors que Junichirō monte dans le bus avec Kosuke, ce dernier découvre qu'en dépit d'être brutal entre eux, Junichirō admire profondément Tomo. Il raconte à Tomo leur conversation...

#### Épisode 4:L'origine d'un sourire & Je veux faire comme les autres filles & Les héros tombent souvent
- Japon : 26 janvier 2023 sur TV Tokyo
- France : 29 janvier 2023 sur J-One

Tatsumi essaie de faire sourire Misuzu, mais elle résiste à tous ses efforts...
Tomo veut être vue comme une fille et commence à étreindre plusieurs filles de sa classe. De son côté, Misuzu commence à devenir jalouse en voyant Carol devenir collante avec Tomo. Tomo essaie plus tard le même mouvement sur Junichirō, mais ce dernier le voit comme enfantin...

## Réception
Dans le guide manga de l'automne 2018 d'Anime News Network, Rebecca Silverman, Amy McNulty, Faye Hopper et Teresa Navarro analysent le premier volume du manga. Silverman, McNulty et Navarro font l'éloge des personnages et des dessins, tandis que Hopper est critique à l'égard de l'intrigue.
En 2016, la série remporte les Next Manga Awards dans la catégorie manga web.